# دوري كرة القدم الإنجليزي 2018–19
دوري كرة القدم الإنجليزي 2018–19 (بالإنجليزية: 2018–19 English Football League)‏ هو موسم من دوري كرة القدم الإنجليزي. فاز فيه نورويتش سيتي.